# Luciano Spinosi
Luciano Spinosi (Roma, Italia, 9 de mayo de 1950) es un ex-futbolista italiano, se desempeñaba como defensa. También ejerció brevemente como entrenador.

## Clubes
| Club          | País   | Año         | Partidos | Goles |
| AS Roma       | Italia | 1967 - 1970 | 37       | 4     |
| Juventus FC   | Italia | 1970 - 1978 | 138      | 1     |
| AS Roma       | Italia | 1978 - 1982 | 77       | 1     |
| Hellas Verona | Italia | 1982 - 1983 | 30       | 0     |
| AC Milan      | Italia | 1983 - 1984 | 18       | 0     |
| AC Cesena     | Italia | 1984 - 1985 | 22       | 0     |